# Campionati del mondo di atletica leggera 2019 - 200 metri piani maschili

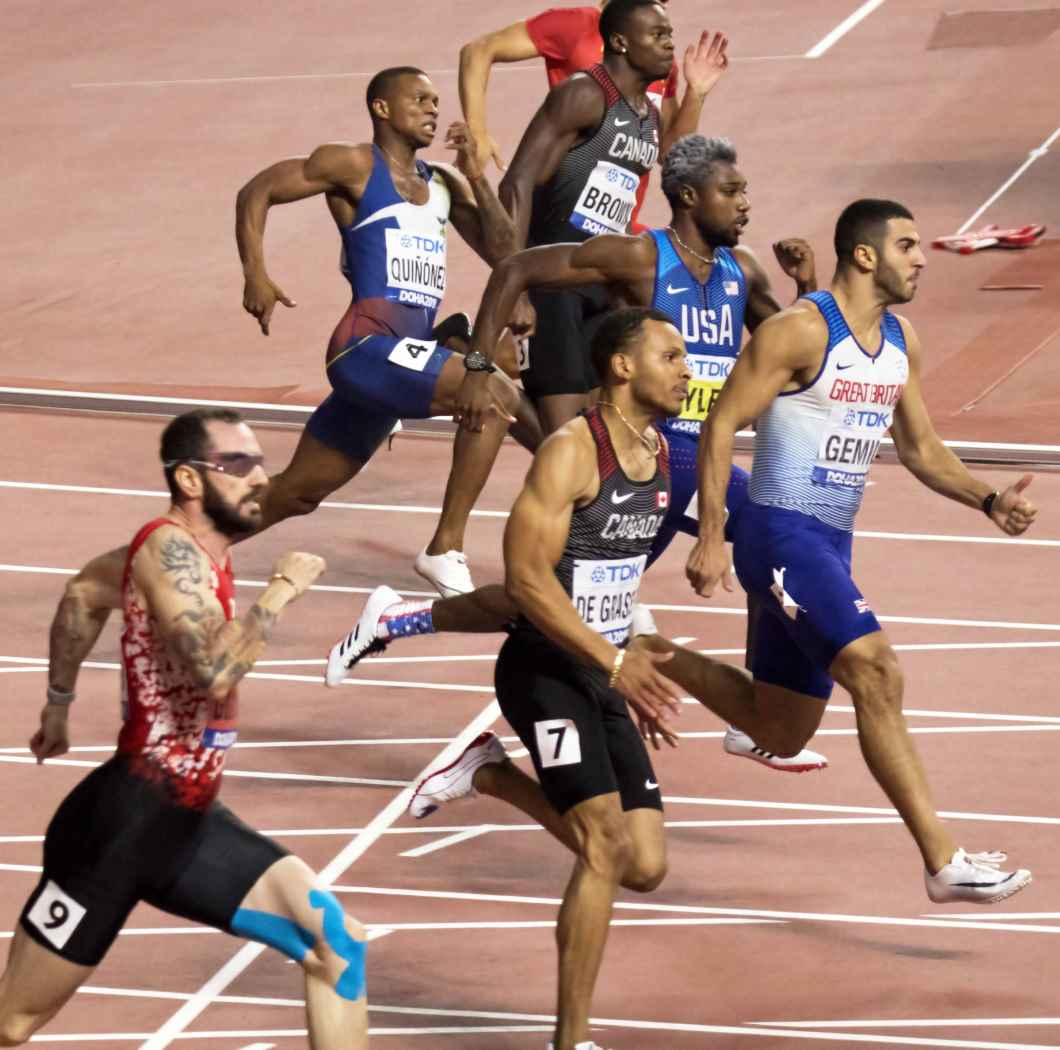
I finalisti dei 200m ai mondiali del 2019 all'imboccatura del rettilineo.

La specialità dei 200 metri piani maschili dei campionati del mondo di atletica leggera 2019 si è svolta tra il 29 settembre e il 1º ottobre allo Stadio internazionale Khalifa di Doha, in Qatar.

## Podio
| Pos.    | Atleta          | Nazionalità | Tempo |
| ------- | --------------- | ----------- | ----- |
| Oro     | Noah Lyles      | Stati Uniti | 19"83 |
| Argento | Andre De Grasse | Canada      | 19"95 |
| Bronzo  | Álex Quiñónez   | Ecuador     | 19"98 |

## Situazione pre-gara

### Record
Prima di questa competizione, il record del mondo e il record dei campionati erano i seguenti.
| Record                | Prestazione | Atleta              | Data                             | Competizione  |
| --------------------- | ----------- | ------------------- | -------------------------------- | ------------- |
| Record mondiale       | 19"19       | Usain Bolt Giamaica | 20 agosto 2009 Berlino, Germania | Mondiali 2009 |
| Record dei campionati | 19"19       | Usain Bolt Giamaica | 20 agosto 2009 Berlino, Germania | Mondiali 2009 |

### Campioni in carica
I campioni in carica, a livello mondiale e olimpico, erano:
| Campione | Atleta                | Prestazione | Data                                   | Competizione         |
| -------- | --------------------- | ----------- | -------------------------------------- | -------------------- |
| Olimpico | Usain Bolt Giamaica   | 19"78       | 18 agosto 2016 Rio de Janeiro, Brasile | Giochi olimpici 2016 |
| Mondiale | Ramil Guliyev Turchia | 20"09       | 10 agosto 2017 Londra, Gran Bretagna   | Mondiali 2017        |

### La stagione
Prima di questa gara, gli atleti con le migliori tre prestazioni dell'anno erano:
| Pos. | Atleta                     | Prestazione | Data                               |
| ---- | -------------------------- | ----------- | ---------------------------------- |
| 1    | Noah Lyles Stati Uniti     | 19"50       | 05 luglio 2019 Losanna, Svizzera   |
| 2    | Michael Norman Stati Uniti | 19"70       | 06 giugno 2019 Roma, Italia        |
| 3    | Divine Oduduru Nigeria     | 19"73       | 07 giugno 2019 Austin, Stati Uniti |

## Risultati

### Batterie
Le batterie si sono svolte a partire dalle 20:05 del 29 settembre. I primi tre di ogni serie (Q) e i tre tempi migliori tra gli esclusi (q) si qualificano alle semifinali.
| Pos. | Batteria | Corsia | Nome                        | Nazionalità        | Tempo | Note                                     |
| ---- | -------- | ------ | --------------------------- | ------------------ | ----- | ---------------------------------------- |
| 1    | 1        | 7      | Adam Gemili                 | Gran Bretagna      | 20"06 | Q                                        |
| 2    | 3        | 4      | Álex Quiñónez               | Ecuador            | 20"08 | Q                                        |
| 3    | 5        | 4      | Aaron Brown                 | Canada             | 20"10 | Q                                        |
| 4    | 5        | 5      | Miguel Francis              | Gran Bretagna      | 20"11 | Q                                        |
| 5    | 4        | 6      | Kyle Greaux                 | Trinidad e Tobago  | 20"19 | Q                                        |
| 6    | 2        | 4      | Xie Zhenye                  | Cina               | 20"20 | Q                                        |
| 7    | 6        | 7      | Andre De Grasse             | Canada             | 20"20 | Q                                        |
| 8    | 7        | 8      | Jereem Richards             | Trinidad e Tobago  | 20"23 | Q                                        |
| 8    | 3        | 8      | Yohan Blake                 | Giamaica           | 20"23 | Q                                        |
| 10   | 2        | 3      | Zharnel Hughes              | Gran Bretagna      | 20"24 | Q                                        |
| 11   | 7        | 3      | Noah Lyles                  | Stati Uniti        | 20"26 | Q                                        |
| 12   | 1        | 2      | Ramil Guliyev               | Turchia            | 20"27 | Q                                        |
| 13   | 6        | 9      | Clarence Munyai             | Sudafrica          | 20"29 | Q                                        |
| 14   | 2        | 5      | Anaso Jobodwana             | Sudafrica          | 20"35 | Q                                        |
| 15   | 5        | 6      | Rasheed Dwyer               | Giamaica           | 20"37 | Q                                        |
| 16   | 1        | 6      | Taymir Burnet               | Paesi Bassi        | 20"37 | Q                                        |
| 17   | 7        | 2      | Brendon Rodney              | Canada             | 20"38 | Q                                        |
| 18   | 6        | 6      | Serhiy Smelyk               | Ucraina            | 20"39 | Q                                        |
| 19   | 1        | 9      | Divine Oduduru              | Nigeria            | 20"40 | q                                        |
| 20   | 3        | 6      | Alex Wilson                 | Svizzera           | 20"40 | Q                                        |
| 21   | 7        | 7      | Andre Ewers                 | Giamaica           | 20"41 | q                                        |
| 22   | 5        | 3      | Fausto Desalu               | Italia             | 20"43 | q                                        |
| 23   | 3        | 7      | Aldemir da Silva Junior     | Brasile            | 20"44 |                                          |
| 24   | 2        | 8      | Yuki Koike                  | Giappone           | 20"46 |                                          |
| 25   | 4        | 2      | Yancarlos Martínez          | Rep. Dominicana    | 20"47 | Q                                        |
| 26   | 2        | 7      | Fahhad Al-Subaie            | Arabia Saudita     | 20"51 |                                          |
| 27   | 4        | 4      | Reynier Mena                | Cuba               | 20"52 | Q                                        |
| 28   | 6        | 3      | Sydney Siame                | Zambia             | 20"58 |                                          |
| 29   | 4        | 7      | Jeremy Dodson               | Samoa              | 20"60 |                                          |
| 30   | 6        | 4      | Kirara Shiraishi            | Giappone           | 20"62 |                                          |
| 31   | 5        | 8      | Jun Yamashita               | Giappone           | 20"62 |                                          |
| 32   | 7        | 6      | Mouhamadou Fall             | Francia            | 20"63 |                                          |
| 33   | 4        | 3      | Bernardo Baloyes            | Colombia           | 20"64 |                                          |
| 34   | 6        | 8      | Steven Müller               | Germania           | 20"69 |                                          |
| 35   | 7        | 4      | Guy Maganga Gorra           | Gabon              | 20"74 |                                          |
| 36   | 1        | 5      | Paulo André de Oliveira     | Brasile            | 20"75 |                                          |
| 37   | 5        | 7      | Abdelaziz Mohamed           | Qatar              | 20"75 | Miglior prestazione personale stagionale |
| 38   | 3        | 2      | Yang Chun-han               | Taipei cinese      | 20"80 |                                          |
| 39   | 3        | 5      | Noureddine Hadid            | Libano             | 20"84 | Record nazionale                         |
| 40   | 6        | 5      | Sibusiso Matsenjwa          | eSwatini           | 20"85 |                                          |
| 41   | 4        | 8      | Emmanuel Eseme              | Camerun            | 20"87 |                                          |
| 42   | 3        | 9      | Antonio Infantino           | Italia             | 20"89 |                                          |
| 43   | 1        | 8      | Rodney Rowe                 | Stati Uniti        | 20"92 |                                          |
| 44   | 5        | 9      | Emmanuel Arowolo            | Nigeria            | 21"07 |                                          |
| 45   | 1        | 3      | Fodé Sissoko                | Mali               | 21"30 |                                          |
| 46   | 4        | 5      | Kenneth Bednarek            | Stati Uniti        | 21"50 |                                          |
| 47   | 2        | 6      | José Andrés Salazar         | El Salvador        | 21"64 |                                          |
| 48   | 2        | 9      | Muhd Noor Firdaus Ar-Rasyid | Brunei             | 21"99 |                                          |
| 49   | 6        | 2      | Ahmed Al-Yaari              | Yemen              | 22"37 | Record nazionale                         |
| 50   | 3        | 3      | Grégory Bradai              | Polinesia francese | 22"79 | Miglior prestazione personale stagionale |
|      | 1        | 4      | Terrence Jones              | Bahamas            | dq    |                                          |
|      | 5        | 2      | Jeffrey Vanan               | Suriname           | dq    |                                          |

### Semifinali
Le semifinali si sono corse a partire dalle 20:50 del 30 settembre. I primi due di ogni serie (Q) e i due tempi migliori tra gli esclusi (q) si qualificano alla finale.
| Pos. | Batteria | Corsia | Nome               | Nazionalità       | Tempo | Note                                     |
| ---- | -------- | ------ | ------------------ | ----------------- | ----- | ---------------------------------------- |
| 1    | 2        | 5      | Noah Lyles         | Stati Uniti       | 19"86 | Q                                        |
| 2    | 2        | 4      | Álex Quiñónez      | Ecuador           | 19"95 | Q                                        |
| 3    | 2        | 6      | Xie Zhenye         | Cina              | 20"03 | q                                        |
| 4    | 1        | 5      | Adam Gemili        | Gran Bretagna     | 20"03 | Q                                        |
| 5    | 3        | 6      | Andre De Grasse    | Canada            | 20"08 | Q                                        |
| 6    | 1        | 4      | Ramil Guliyev      | Turchia           | 20"16 | Q                                        |
| 7    | 1        | 6      | Aaron Brown        | Canada            | 20"20 | q                                        |
| 8    | 3        | 7      | Kyle Greaux        | Trinidad e Tobago | 20"24 | Q                                        |
| 9    | 2        | 8      | Yancarlos Martínez | Rep. Dominicana   | 20"28 | Miglior prestazione personale stagionale |
| 10   | 1        | 7      | Jereem Richards    | Trinidad e Tobago | 20"28 |                                          |
| 11   | 3        | 5      | Zharnel Hughes     | Gran Bretagna     | 20"30 |                                          |
| 12   | 3        | 8      | Taymir Burnet      | Paesi Bassi       | 20"34 | Miglior prestazione personale            |
| 13   | 2        | 9      | Brendon Rodney     | Canada            | 20"34 |                                          |
| 14   | 3        | 9      | Anaso Jobodwana    | Sudafrica         | 20"34 | Miglior prestazione personale stagionale |
| 15   | 3        | 4      | Yohan Blake        | Giamaica          | 20"37 |                                          |
| 16   | 1        | 8      | Rasheed Dwyer      | Giamaica          | 20"54 |                                          |
| 17   | 1        | 9      | Clarence Munyai    | Sudafrica         | 20"55 |                                          |
| 18   | 1        | 2      | Serhiy Smelyk      | Ucraina           | 20"55 |                                          |
| 19   | 2        | 3      | Andre Ewers        | Giamaica          | 20"61 |                                          |
| 20   | 3        | 3      | Reynier Mena       | Cuba              | 20"61 |                                          |
| 21   | 2        | 2      | Fausto Desalu      | Italia            | 20"73 |                                          |
| 22   | 3        | 2      | Divine Oduduru     | Nigeria           | 20"84 |                                          |
|      | 1        | 3      | Alex Wilson        | Svizzera          | dns   |                                          |
|      | 2        | 7      | Miguel Francis     | Gran Bretagna     | dns   |                                          |

### Finale
La finale si è corsa alle 22:40 del 1º ottobre.
| Pos. | Corsia | Nome            | Nazionalità       | Tempo | Note                                     |
| ---- | ------ | --------------- | ----------------- | ----- | ---------------------------------------- |
|      | 5      | Noah Lyles      | Stati Uniti       | 19"83 |                                          |
|      | 7      | Andre De Grasse | Canada            | 19"95 |                                          |
|      | 4      | Álex Quiñónez   | Ecuador           | 19"98 |                                          |
| 4    | 6      | Adam Gemili     | Gran Bretagna     | 20"03 | Miglior prestazione personale stagionale |
| 5    | 9      | Ramil Guliyev   | Turchia           | 20"07 |                                          |
| 6    | 3      | Aaron Brown     | Canada            | 20"10 |                                          |
| 7    | 2      | Xie Zhenye      | Cina              | 20"14 |                                          |
| 8    | 8      | Kyle Greaux     | Trinidad e Tobago | 20"39 |                                          |